# Rubén Rochina
Rubén Rochina Naixes, född 23 mars 1991 i Sagunto, Spanien, är en spansk fotbollsspelare som spelar för Levante.